# May Guinness
Pour les articles homonymes, voir Guinness.
May Guinness, née le 11 mars 1863 à Rathfarnham et morte le 16 juillet 1955 à Dublin, est une peintre irlandaise, connue comme « la première artiste à présenter une sensibilité moderniste dans l'art irlandais »,.

## Biographie
Marie Catherine ou May Guinness est née à Rathfarnham, dans le comté de Dublin, le 11 mars 1863. Elle est la troisième des sept enfants de l'avocat Thomas Hosea Guinness et de Mary Davis, fille unique et héritière de Charles Davis de Coolmanna, dans le comté de Carlow. Du côté de son père, elle est une descendante d'Arthur Guinness. Elle a été instruite à la maison par des gouvernantes françaises et allemandes. Elle a été à la Mrs Power's school et a fait l'éducation de ses jeunes frères et sœurs à la maison. Cette responsabilité l'a empêché de pratiquer son art jusqu'à ses 30 ans. Elle a voyagé avec Mildred Anne Butler en 1894 à Newlyn en Cornouailles pour étudier avec Norman Garstin.

### Carrière
Guinness a été membre de la Water Colour Society of Ireland à partir de 1892. Elle a exposé à la Royal Hibernian Academy en 1897 et continue jusqu'en 1911. Elle a passé du temps à peindre à Florence de 1902 à 1903, puis à Paris en 1905. Là, elle découvre les débuts des travaux de Henri Matisse et des fauves, qui ont laissé une impression durable sur elle. Des techniques telles que le coup de pinceau libre commencent à apparaître dans ses peintures, y compris Procession at Josselin et Cathedral at Diest. Elle a étudié avec Kees van Dongen et de Hermenegildo Anglada Camarasa, entre 1905 et 1922.
Guinness quitte Dublin en 1915 pour s'enrôler en tant qu'infirmière dans l'armée française. Elle travaille à l'Hôpital n°12, près du village de Vadelaincourt. Elle consigne alors ses expériences dans un journal. En 1917, elle a reçu la Croix de guerre pour sa bravoure lors de la bataille de Verdun. Après la Première Guerre mondiale, elle a également reçu la médaille de la Reconnaissance française. Elle passe ses hivers à Paris entre 1922 à 1925 et travaille avec l'artiste cubiste  André Lhote. Via Lhote, elle devient une amie proche de Mainie Jellett et Evie Hone. Parmi ses plus célèbres œuvres de cette époque est Still life, conservée à la Hugh Lane Gallery. Elle organise une exposition solo à la Galerie Visconti, à Paris en janvier 1925. Dans les années 1930, elle revient à un style plus fauviste.
Une chronologie de son œuvre est difficile à établir car elle n'a jamais datée ses œuvres. Par conséquent, son travail est divisé en trois périodes : avant 1922, de 1922 à 1925, et après 1925. Cette situation est encore compliquée par le fait qu'elle imite souvent le style d'autres artistes, mais c'est cette ouverture qui rend son travail unique en Irlande. Elle continue à voyager après ses 70 ans, rencontrant de larges et de nouvelles influences artistiques et collectant des peintures modernes dont celles de Matisse et Pablo Picasso. Elle peint des paysages locaux en Irlande, mais aussi des lieux comme Tolède, la Grèce et la Palestine. Cette large expérience a eu une influence importante sur de jeunes artistes irlandais comme Grace Henry et Mary Swanzy,.

### Fin de vie et héritage
Guinness était une personne privée et est devenue plus solitaire dans ses dernières années. Cependant, sa production artistique semble avoir surmonté cela. Elle a vécu dans la maison familiale de Tibradden après la Première Guerre mondiale. Après la mort de sa mère en 1925, elle déménage dans une annexe de la maison de Evie Hone à Marlay House, Rathfarnham. Elle déménage à nouveau à Tibradden en 1933 et y vit jusqu'à sa mort. Elle meurt le 16 juillet 1955 à Dublin. L'année suivante, une exposition en sa mémoire a eu lieu au pavillon Dawson de Dawson Street. Sa collection d'œuvres d'art a été vendue aux enchères après sa mort, les fonds collectés ont été versés pour la réparation de la toiture de la cathédrale Saint-Patrick de Dublin.

## Hommage
Le 7 février 2025, un cratère mercurien est nommé Guinness en son honneur.